# Ovidiu Mușetescu
Ovidiu-Tiberiu Mușetescu (n. 15 septembrie 1955, București – d. 18 octombrie 2009, București) a fost un politician român, membru al Partidul Social Democrat și ministru al Privatizării în Guvernul Năstase, în perioada 2001-2003.

## Educație
Tiberiu-Ovidiu Mușetescu a absolvit în 1981 Academia de Studii Economice, Facultatea de Economia Industriei, Construcțiilor și Transporturilor. Între 1974 și 1990 a parcurs toate treptele, de la muncitor la director adjunct la FAUR SA.

## Politician
Ovidiu Mușetescu a fost deputat pe listele FSN în legislatura 1990-1992. În legislatura 1992-1996, Ovidiu Mușetescu a fost ales pe listele PDSR, fiind membru fondator în PDSR; a fost membru al Comisiei de Politică Externă în Parlament și secretar al Comitetului pentru Integrare Europeană. Între 1992 și 1994 a fost consilier al ministrului pentru reformă, din 1994 raportor al Uniunii Europene. În legislatura 2004-2008, Tiberiu-Ovidiu Mușetescu a fost ales pe listele PSD și a fost membru în grupurile parlamentare de prietenie cu Venezuela, Bahrein și Bulgaria.

## Privatizarea întreprinderii ARO Câmpulung Muscel
Tiberiu-Ovidiu Mușetescu a fost președinte al Autorității pentru Privatizare și Administrarea Participațiunilor Statului (APAPS) și ministru al Privatizării în Guvernul Năstase, în perioada 2001-2003. În anul 2009 a fost suspectat de corupție în funcțiile publice pe care le-a deținut.
Foarte mulți, mai ales cei din Câmpulung Muscel, consideră privatizarea fabricantului autohton de autovehicule de teren, ARO din Câmpulung Muscel, ca fiind un exemplu extrem de corupție și de vindere a patrimoniului național pe nimic.

## Viață personală
Ovidiu Mușetescu suferea de cancer, iar cu o săptămână înainte de a muri s-a întors de la Viena și s-a internat la Spitalul Elias pentru a fi împreună cu familia.